# Scalabis informe
Scalabis informe är en insektsart som först beskrevs av Walker 1870.  Scalabis informe ingår i släktet Scalabis och familjen sköldstritar. Inga underarter finns listade i Catalogue of Life.